# Четвёртый дивизион чемпионата мира по хоккею с шайбой 2020
Чемпионат мира по хоккею с шайбой 2020 года в IV-м дивизионе — спортивное соревнование по хоккею с шайбой под эгидой ИИХФ, которое должно было быть проведено с 3 по 5 марта в столице Кыргызстана Бишкеке на Городском стадионе. 27 февраля 2020 года стало известно, что Международная федерация хоккея (IIHF) из-за распространения коронавирусной инфекции COVID-19 отменила чемпионат мира в четвёртом дивизионе, который должен был пройти в Бишкеке 3—5 марта 2020 года. Соревнования были перенесены на год и прошли в столице Кыргызстана.

## Определения места проведения
Место проведения этого турнира был определён на ежегодном конгрессе ИИХФ в 2019 году в Братиславе. На этом конгрессе было принято решение об учреждении четвёртого дивизиона и реформировании третьего. Первые соревнования четвёртого дивизиона были доверены Кыргызстану.

## Регламент
По итогам турнира команда, занявшая первое место, должна была получить право играть в группе В третьего дивизиона чемпионата мира по хоккею с шайбой 2021 года.

## Участвующие команды
Планировалось, что в чемпионате примут участие 4 национальные команды и все четыре — из Азии. 25 февраля 2020 года было принято решение о том, что сборная Кувейта снимается с соревнований по причине распространения коронавируса COVID-19.
| Сборная    | Квалификация                                                                             |
| ---------- | ---------------------------------------------------------------------------------------- |
| Кувейт     | Заняли 5-е место в квалификации третьего дивизиона и перешла оттуда в 2019 году          |
| Кыргызстан | Хозяева, заняли 6-е место в квалификации третьего дивизиона и перешла оттуда в 2019 году |
| Малайзия   | Первый раз участвует в турнире                                                           |
| Филиппины  | Первый раз участвует в турнире                                                           |